# دزد سر و صدا می‌کند
دزد سر و صدا می‌کند (به هندی: Chor Machaye Shor) فیلمی محصول سال ۱۹۷۴ و به کارگردانی آشوک روی است. در این فیلم بازیگرانی همچون شاشی کاپور، ممتاز، آسرانی و دنی دنزونگپا ایفای نقش کرده‌اند.